# Asociación Deportiva Caribe de Barrio Mercedes
El Club Deportivo Caribe fue un club de fútbol de Costa Rica, con sede en el cantón de Heredia. Fue fundado en 1957 y jugó en Tercera División (2.ª. División de Ascenso). Es uno de los equipos con más tradición en la provincia de Heredia.
Al inicio del torneo regional (Liga Nacional) en 1962. La Selección de Barrio Mercedes Norte de Heredia era uno de los mejores clubes, compitiendo por el primer lugar frente a River Plate F.C, Belén F.C, Club Sport Barbareño, Real Sport Pableño, Club Sport Domingueño y Club El Barveño, entre otros.

## Historia
Fue uno de los segundos clubes de Costa Rica en formarse. Fundado en el cantón de Heredia, con el nombre de Caribe F.C tuvo una larga participación en la 3.ª. División. El Club comienza en las décadas de los 50´s a disputar los torneos amistosos y oficiales.
Entre tanto, el equipo mercedeño participaba en el campeonato provincial. Véase como a la par del campeonato nacional aficionado (Federación Nacional de Fútbol), el club competía en campeonatos de la provincia de Heredia y organizaba, o apoyaba, campeonatos interdistritales.
A comienzos de 1960 es que el club ingresó en el fútbol organizado. A la par de la buena participación de éste, se desarrollaban los campeonatos de la Liga Nacional. Y el equipo mayor del club acordó participar, "en principio" en ese campeonato.
Fueron cinco años en que el equipo militó en aquella categoría por la provincia de Heredia. Y para el campeonato 1967, que los verde y rojos fueron vicecampeones nacionales de Liga Nacional por Heredia.
Fue hasta 1988 que El Caribe vuelve a la carga en  y son campeones por Heredia en Tercera División de Ascenso por ANAFA. Ganándole la final a la U.D. San Francisco de San Isidro de Heredia.
En 1990 vuelven a ser campeones regionales ganándole a la Selección de San Bosco de Santa Bárbara y disputan la fase interregional con la A.D. Ciudad Colón, entre otros.
A nivel Interregional disputa el título de Tercera División de Ascenso por ANAFA contra Finca Placeres de Limón, C. Deportivo U.V.A, C. Deportivo Imperio de Siquirres, C. Deportivo Barrio La Cruz de Cartago, A.D. Compañeros de Tibás, C. Deportivo La Palma de Pérez Zeledón, Barrio Cristo Rey, A.D. Pavas J.R, C. Deportivo San Juan, A.D. Tapezco, A.D. Tronadora de Guanacaste, A.D. Camarón de Hojancha, Santa Clemencia F.C (Puntarenas), A.D. Quepeña y Rancho Redondo, La Amistad de Golfito. 

## Uniforme
- Uniforme titular: Camiseta verde y rojo, pantalón blanco, medias rojas.

## Cancha de fútbol
La cancha oficial del club fue la plaza central de deportes de Barrio Mercedes y la sede social estuvo en el mismo distrito (Estadio de Mercedes Norte).

## Palmarés

### Torneos Nacionales
- Vice campeón Liga Nacional Heredia (1): 1967

- Campeón Nacional de Tercera División por ANAFA Heredia (2): 1988-90